# Лінкольн (округ, Кентуккі)
Шаблон:StateAbbr_ 37°28′ пн. ш. 84°40′ зх. д. / 37.46° пн. ш. 84.66° зх. д.
Округ  Лінкольн (англ. Lincoln County) — округ (графство) у штаті  Кентуккі, США. Ідентифікатор округу 21137.

## Історія
Округ утворений 1780 року.

## Демографія
За даними перепису 
2000 року 
загальне населення округу становило 23361 особу, зокрема міського населення було 4592, а сільського — 18769.
Серед мешканців округу чоловіків було 11463, а жінок — 11898. В окрузі було 9206 домогосподарств, 6732 родин, які мешкали в 10127 будинках.
Середній розмір родини становив 2,95.
Віковий розподіл населення поданий у таблиці:
| Стать    | До 15 років | 15-21 | 22-29 | 30-39 | 40-49 | 50-65 | 65-85 | Понад 85 |
| -------- | ----------- | ----- | ----- | ----- | ----- | ----- | ----- | -------- |
| Чоловіки | 2533        | 1079  | 1259  | 1775  | 1648  | 1871  | 1193  | 105      |
| Жінки    | 2459        | 1028  | 1218  | 1819  | 1659  | 1962  | 1567  | 186      |

## Суміжні округи
- Ґаррард — північний схід
- Роккасл — схід
- Пуласкі — південь
- Кейсі — захід
- Бойл — північний захід

## Виноски
1. ↑  U.S. Decennial Census. United States Census Bureau. Архів оригіналу за 19 липня 2018. Процитовано 17 серпня 2014.
2. ↑  Historical Census Browser. University of Virginia Library. Архів оригіналу за 11 серпня 2012. Процитовано 17 серпня 2014.
3. ↑  Population of Counties by Decennial Census: 1900 to 1990. United States Census Bureau. Архів оригіналу за 13 жовтня 2014. Процитовано 17 серпня 2014.
4. ↑  Census 2000 PHC-T-4. Ranking Tables for Counties: 1990 and 2000 (PDF). United States Census Bureau. Архів оригіналу (PDF) за 18 грудня 2014. Процитовано 17 серпня 2014.
5. ↑  State & County QuickFacts. United States Census Bureau. Архів оригіналу за 6 червня 2011. Процитовано 6 березня 2014.(англ.) Наведено за англійською вікіпедією.
6. ↑  American FactFinder. Бюро перепису населення США. Архів оригіналу за 26 лютого 2012. Процитовано 31 січня 2008.

| США | Це незавершена стаття з географії США. Ви можете допомогти проєкту, виправивши або дописавши її. |